# خمان
الخَمَان أو البَلَسان أو بَيْلَسَان اسمه العلمي (باللاتينية: Sambucus)، وهو جنس نباتات طبية يضم ما يصل إلى 30 نوعاً.

## من أنواعه
- الخَمَان العذقي (باللاتينية: Sambucus racemosa)
- الخَمَان الأزرق (باللاتينية: Sambucus caerulea)
- الخَمَان الأزغب (باللاتينية: Sambucus pubens)
- الخَمَان الأسترالي الآسيوي (باللاتينية: Sambucus australasica)
- الخَمَان الأسود (باللاتينية: Sambucus nigra) أو الخَمَان المكسيكي (باللاتينية: Sambucus mexicana)
- الخَمَان البيرواني (باللاتينية: Sambucus peruviana)
- الخَمَان الجاوي (باللاتينية: Sambucus javanica) في إندونيسيا
- الخَمَان الريشي العريض (باللاتينية: Sambucus latipinna)
- الخَمَان الصيني (باللاتينية: Sambucus chinensis)
- الخَمَان الفلوريدي (باللاتينية: Sambucus simpsonii)
- الخَمَان القزم (باللاتينية: Sambucus ebulus)
- الخَمَان القوقازي (باللاتينية: Sambucus tigranii)
- الخَمَان الكندي (باللاتينية: Sambucus canadensis) أو الخَمَان الأمريكي
- الخَمَان متلاحم الأجزاء (باللاتينية: Sambucus adnata)
- الخَمَان المخملي (باللاتينية: Sambucus velutina)
- الخمان الياباني (باللاتينية: Sambucus japonica)

## معرض صور

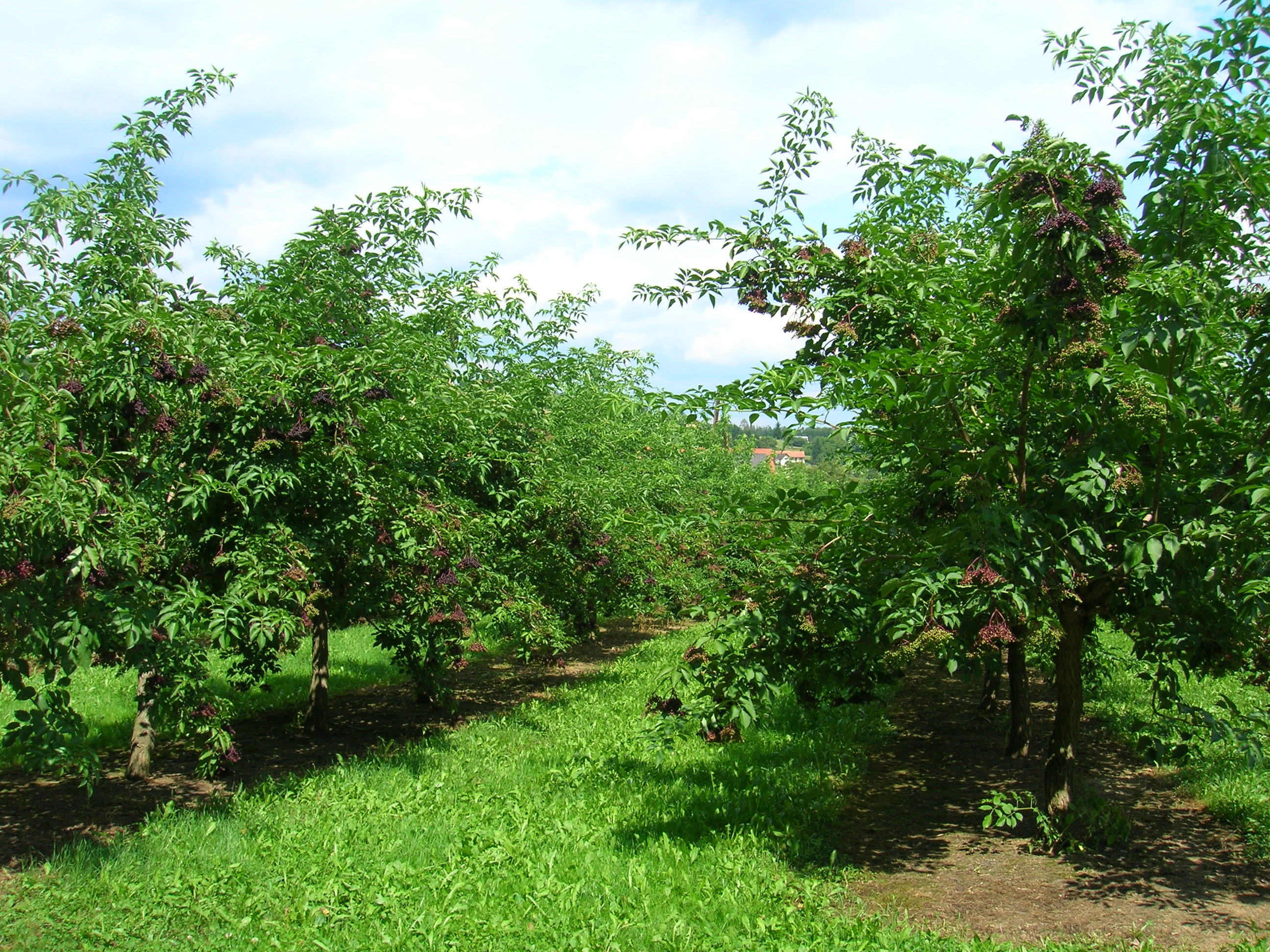
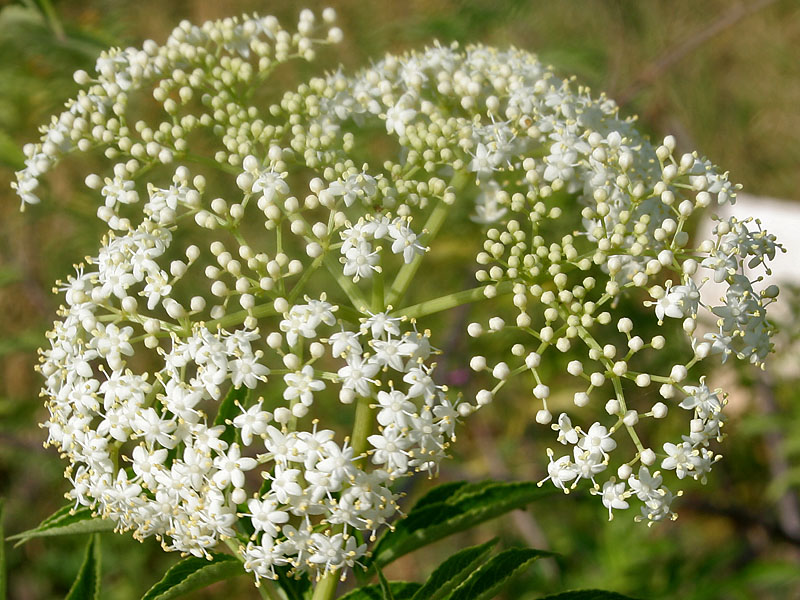
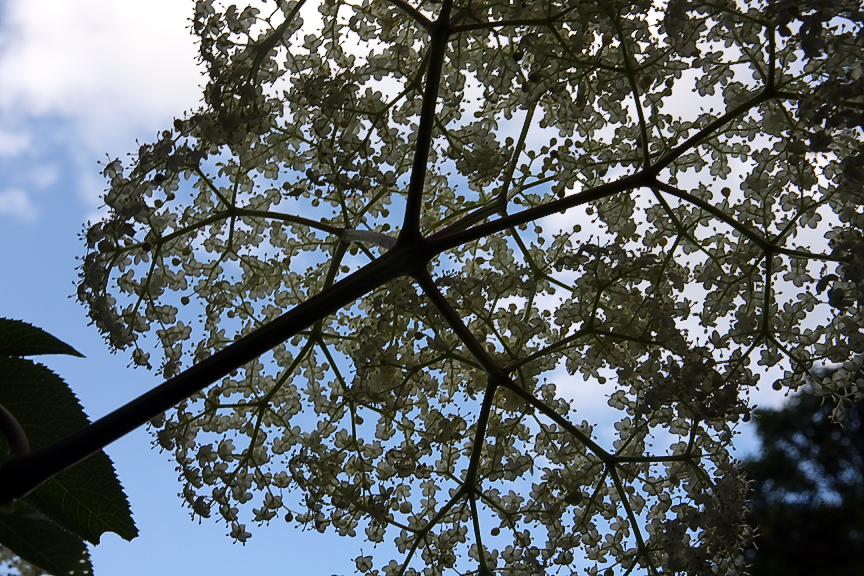